# Маріца (Телеорман)
Маріца (рум. Marița) — село у повіті Телеорман в Румунії. Входить до складу комуни Келінешть.
Село розташоване на відстані 78 км на південний захід від Бухареста, 18 км на північний захід від Александрії, 114 км на схід від Крайови.

## Населення
За даними перепису населення 2002 року у селі проживали 118 осіб, усі — румуни. Усі жителі села рідною мовою назвали румунську.